# 25. junij
25. junij je 176. dan leta (177. v prestopnih letih) v gregorijanskem koledarju. Do konca leta ostaja še 189 dni.

## Dogodki
- 524 – V bitki pri Vézeroncu so se spopadli Franki in Burgundi.
- 1530 – Nemški protestanti so na državnem zboru v Augsburgu cesarju Karlu V. predstavili augsburško veroizpoved.
- 1788 – Virginija je ratificirala ustavo in tako postala 10. zvezna država Združenih držav Amerike.
- 1876 – V bitki pri Little Big Hornu je padel polkovnik George Custer.
- 1938 – Douglas Hyde je postal prvi irski predsednik.
- 1940 – Podpisano je bilo premirje med Nemčijo in Francijo.
- 1941 – Finska je napadla Sovjetsko zvezo v tako imenovani nadaljevalni vojni.
- 1945 – Sean Thomas O'Kelly je postal drugi irski predsednik.
- 1950 – Začela se je korejska vojna.
- 1959 – Eamon de Valera je postal tretji irski predsednik.
- 1970 – Z uprizoritvijo Handkejevega Kasparja je bilo odprto ljubljansko eksperimentalno gledališče Glej.
- 1973 – Erskine Hamilton Childers je postal četrti irski predsednik.
- 1975 – Mozambik je postal neodvisna država.
- 1991 –
  - Sprejeti sta bili Deklaracija o neodvisnosti Slovenije in Temeljna ustavna listina o samostojnosti in neodvisnosti Slovenije.
  - Hrvaška je razglasila neodvisnost od Jugoslavije.
- 1993 – Kim Campbell je kot prva ženska postala kanadska premierka.
- 1996 – V bombnem napadu v Daranu (Saudova Arabija) je umrlo 19 ameriških vojakov.

## Rojstva
- 1109 – Alfonz I., portugalski kralj († 1185)
- 1242 – Beatrika Angleška, princesa, hči Henrika III. († 1275)
- 1328 – William de Montacute, angleški vojskovodja, 2. grof Salisbury, kralj otoka Man († 1397)
- 1371 – Ivana II., neapeljska kraljica († 1435)
- 1837 – Charles Tyson Yerkes, ameriški poslovnež († 1905)
- 1852 – Antoni Gaudí, španski (katalonski) arhitekt († 1926)
- 1860 – Gustave Charpentier, francoski skladatelj († 1956)
- 1864 – Walther Hermann Nernst, nemški fizik, kemik († 1941)
- 1874 – Janko Mlakar, slovenski pisatelj († 1953)
- 1887 – George Francis Abbott, ameriški dramatik, gledališki igralec, režiser († 1995)
- 1894 – Hermann Oberth, nemški fizik, raketni inženir († 1989)
- 1900 – Louis Mountbatten, britanski državnik († 1979)
- 1903 – George Orwell, britanski novinar, pisatelj († 1950)
- 1908 –

- Tone Ljubič, slovenski učitelj in pisatelj († 1992)
- Willard Van Orman Quine, ameriški filozof in logik († 2000)

- 1916 – Philip Toynbee, angleški pisatelj († 1981)
- 1926 – Ingeborg Bachmann, avstrijska pesnica, pisateljica († 1973)
- 1928 – Aleksej Aleksejevič Abrikosov, ruski fizik, nobelovec 2003 († 2017)
- 1932 – Peter Blake, angleški umetnik
- 1933 – James Meredith, ameriški (pripadnik plemena Choctaw) aktivist za človekove pravice
- 1942 – Willis Reed mlajši, ameriški košarkar
- 1948 – Vinko Šimek, slovenski komik
- 1956 – Boris Trajkovski, makedonski politik († 2004)
- 1963 – George Michael, britanski pevec grškega rodu († 2016)
- 1966 – Dikembe Mutombo, zairski košarkar
- 1974 – Karin Komljanec, slovenska igralka
- 1975 – Vladimir Kramnik, ruski šahist

## Smrti
- 1134 – Niels Danski, kralj (* 1064)
- 1218 – Simon de Montfort, francoski križar (* 1160)
- 1337 – Friderik III., sicilski kralj (* 1272)
- 1394 – Doroteja iz Montauja, nemška mistikinja, puščavnica, svetnica (* 1347)
- 1634 – John Marston, angleški pesnik, dramatik, satirik (* 1576)
- 1671 – Giovanni Battista Riccioli, italijanski astronom, geograf (* 1598)
- 1767 – Georg Philipp Telemann, nemški skladatelj (* 1681)
- 1822 – Ernst Theodor Amadeus Hoffmann, nemški skladatelj (* 1776)
- 1861 – Abdulmedžid I., sultan Osmanskega cesarstva (* 1823)
- 1884 – Hans Rott, avstrijski skladatelj (* 1858)
- 1895 – Andrej Praprotnik, slovenski pisatelj, pedagog (* 1827)
- 1916 – Thomas Eakins, ameriški slikar, kipar (* 1844)
- 1945 – Lenart Velikonja, slovenski pisatelj in kulturni delavec (* 1891)
- 1960 – Walter Baade, nemško-ameriški astronom (* 1893)
- 1964 – Gerrit Thomas Rietveld, nizozemski arhitekt, oblikovalec (* 1888)
- 1965 – Bertil Lindblad, švedski astronom (* 1895)
- 1976 – Johnny Mercer, ameriški pop skladatelj (* 1909)
- 1983 – Alberto Evaristo Ginastera, argentinski skladatelj (* 1916)
- 1984 – Michel Foucault, francoski filozof (* 1926)
- 1997 – Jacques-Yves Cousteau, francoski raziskovalec (* 1910)
- 2009 – 
  - Farrah Fawcett (* 1947)
  - Michael Jackson, ameriški pop pevec (*1958)

## Prazniki in obredi
- Slovenija – dan državnosti
- Hrvaška – dan neodvisnosti
- satanizem – protibožič